# Ozero Romasjkovo
Ozero Romasjkovo (ryska: Озеро Ромашково) är en sjö i Belarus.   Den ligger i voblasten Vitsebsks voblast, i den nordöstra delen av landet, 270 km nordost om huvudstaden Minsk. Ozero Romasjkovo ligger 152 meter över havet.
I omgivningarna runt Ozero Romasjkovo växer i huvudsak blandskog. Runt Ozero Romasjkovo är det glesbefolkat, med 10 invånare per kvadratkilometer.